# Федеральный научный агроинженерный центр ВИМ
Федеральный научный агроинженерный центр ВИМ, ранее Всероссийский научно-исследовательский институт механизации сельского хозяйства Российской академии сельскохозяйственных наук (ВИМ) — НИИ, координирующий работу научно-исследовательских институтов России в области механизации сельскохозяйственного производства. ВИМ был основан в 1930 году; основной комплекс помещений расположен в Рязанском районе Юго-Восточного округа Москвы. Институт сотрудничает с рядом зарубежных компаний из Чехии, Италии, Австрии, Испании, Германии, Дании, КНР, Польши и Белоруссии.
Распоряжением Правительства РФ № 1102-р от 30 июня 2010 года ВИМ вошёл в перечень организаций, подведомственных Российской академии сельскохозяйственных наук.
Основным видом деятельности компании является предоставление услуг, связанных с производством сельскохозяйственных культур.
При ВИМ работают аспирантура и докторантура, осуществляющие подготовку по специальностям: «Технологии и средства механизации сельского хозяйства», «Автоматизация и управление технологическими процессами и производствами (сельское хозяйство)», «Технологии и средства технического обслуживания в сельском хозяйстве».

## История
Всероссийский институт механизации образован постановлением коллегии Наркомзема СССР от 26 января 1930 года с целью обеспечения сельского хозяйства современной техникой и научной работы в это области. Во время Великой Отечественной войны ВИМ занимался разработкой альтернативного топлива, при нём была создана лаборатория газогенераторных двигателей. Во второй половине 1940-х — начале 1950-х годов были разработаны деревянная сушилка ПЗС, самоходная широкозахватная сенокосилка КС-10, зерновые и зернотуковые сеялки. В 1952 году создан трёхрядный свеклокомбайн, с помощью которого удалось решить проблему механизации уборки сахарной свеклы. Эта машина получила золотую медаль Всемирной выставки в Брюсселе в 1954 году.
Указом Президиума Верховного Совета СССР от 26 января 1971 года ВИМ награждён орденом Трудового Красного Знамени за разработку и внедрение новых сельскохозяйственных машин и технологий возделывания и уборки сельскохозяйственных культур.
В 1980-х годах институтом разработан и внедрён в серийное производство комплекс машин для механизации работ в селекции, сортоиспытании и для почвозащитного земледелия. После экономического кризиса в России конца 1990-х годов ВИМ продолжил развиваться и создавать сельскохозяйственную технику. С 1999 по 2003 год сотрудникам института выдано 33 патента на изобретения. Разработаны технические средства для работы автотракторной техники на газомоторном топливе. В последующие годы были созданы комбинированные почвообрабатывающие агрегаты для восстанавливающих рекультивационных обработок временно неиспользуемых почв, транспортно-технологические агрегаты ВИМЛИФТ и почвообрабатывающие агрегаты со сменными рабочими органами.
Руководители института:
- 1930—1933 Нехемий Львович Фельдман
- 1934, 1937 Г. Т. Косилов
- 1939 Николай Афанасьевич Сороко
- 1941 Н. Ф. Андреев
- 1941—1943 Михаил Степанович Сиваченко
- 1943—1948 Михаил Ефимович Бейлис
- 1948—1957 Алексей Иванович Буянов
- 1957—1960 Михаил Владимирович Сабликов
- 1960—1961 Григорий Иванович Волков
- 1961 — Александр Ильич Филиппов
- 1966—1981 Гавриил Михайлович Бузенков
- 1981—1984 ?
- 1984—1999 Валентин Митрофанович Кряжков
- 1999—2004 Владимир Ильич Анискин
- с 2005 А. Ю. Измайлов

## Продукция
В задачи ВИМ входит комплексное обеспечение сельского хозяйства технологиями и оборудованием. Опытный завод организации производит экспериментальные образцы сельскохозяйственной техники и проводит их технологическую подготовку к серийному производству.
В реализуемую продукцию входят:
- Агрегаты для внесения жидких органических удобрений.
- Селекционная техника, среди которой: селекционные зерноуборочные комбайны и сеялки, фрезерные рыхлители, навесные опрыскиватели, фитотрон, сушилки, семяочистительные машины и др.
- Почвообрабатывающая техника (плуга, фрезерные машины).
- Транспортно-технологические агрегаты.
- Лабораторное оборудование.